# من الأفضل الاتصال بسول
من الأفضل الاتصال بسول (بالإنجليزية: Better Call Saul) هو مسلسل جريمة تلفزيوني درامي عن أمريكي أنشأه فينس غيليغان وبيتر غولد. ومُشتقٌ من مسلسل اختلال ضال. تدور أحداث المسلسل بشكل أساسي في أوائل إلى منتصف العقد الأول من القرن الحادي والعشرين في ألباكركي، نيومكسيكو، حيثُ يُركّزُ المسلسل على جيمي ماكغيل (بوب أودينكيرك)، وهو محامٍ جاد وفنان ومحتال سابق، إلى محامي دفاع جنائي جشع يُعرف باسم سول غودمان. يظهر أيضًا التدهور الأخلاقي لضابط الشرطة المتقاعد مايك إرمانتراوت (جوناثان بانكس)، الذي أصبح مرتبطًا بشكل وثيق بعصابة المخدرات في خواريز لدعم حفيدته وأمها الأرملة. تظل تفاعلات جيمي ومايك متقطعة حتى تتقارب الوقائع المنظورة لكل منهما تمامًا. تم عرض العرض لأول مرة على إيه إم سي في 8 فبراير 2015، واختتم في 15 أغسطس 2022، بعد ستة مواسم.
في بداية المسلسل، يكافح جيمي مالياً أثناء عمله كمدافع عام. يعيش في الغرفة الخلفية لصالون تجميل وهو مكتبه في نفس الوقت. على علاقة رومانسية مع زميلته السابقة، كيم ويكسلر (ريا سيهورن)، وهي محامية في (بالإنجليزية: Hamlin، Hamlin & McGill (HHM))، وهي شركة محاماة مملوكة من قبل شقيق جيمي اللامع ولكن المريض، تشاك ماكغيل (مايكل مكيان) وشريكة المتغطرس، هوارد هاملين (باتريك فابيان). بعد تعيين جيمي كممثل قانوني، يقدم مايك المشورة والأمن لناتشو فارغا (مايكل ماندو)، تاجر مخدرات ذكي أصبح فيما بعد خلدًا لغاس فرينغ (جيانكارلو اسبوزيتو)، تاجر المخدرات ورجل الأعمال الشرعي. تم تعطيل عملياتهم من قبل أفراد من عائلة سالامانكا القاتلة، بما في ذلك لالو سالامانكا (توني دالتون). يستعيد أودنكيرك وبانكس واسبوزيتو أدوارهم من اختلال ضال، كما يفعل العديد من الآخرين الذين ظهروا كضيوف.
حازَ المُسلسل على تقييماتٍ إيجابيّة من النُقّاد، مع إشادة خاصة بالتمثيل والشخصيات والكتابة والإخراج والتصوير السينمائي. وصفه العديد من النقاد بأنه جدير بأن يكون خليفة لاختلال ضال وواحد من أفضل المسلسلات المشتقة على الإطلاق، حيث اعتبره البعض متفوقًا على سابقه. وقد حازَ على عددٍ من الترشيحاتِ والجوائِز من أبرزها جائزة بيبودي، و21 من جوائز الإيمي برايم تايم، و11 جائزة من جوائز نقابة الكتاب الأمريكية، وخمس جوائز تلفزيونية من جائزة اختيار النقاد للتلفزيون، وأربع جوائز من جائزة نقابة ممثلي الشاشة، وأربع جوائز غولدن غلوب. وقد سجّلت افتتاحيّة المُسلسل في أوّل عرضٍ لها أعلى نسبَة مُشاهَدة لافتتاحية في تاريخ قنوات الكيبل.

## الإنتاج

### الفكرة
في يوليو 2012 صرّح مُؤلّف مُسلسل اختلال ضال أنّه من المُمكن تأليف مُسلسلٍ مُشتقّ يكونُ عن المُحامي سول غودمان. وقد تم تأكيدُ الخَبر في سبتمبر 2013.

### التطوير
بِحلولِ يوليو 2013 بدأ العَملُ الجَدّي على المُسلسل. وكان من المُقرّر جَعلُه مُسلسلاً كوميديّاً بِمُدّة نِصفِ ساعة. ولكنّهم استقرّوا على أن يَجعلو مُدّته ساعةً كامِلة وقد وُصفَه بوب أودينكيرك أنّ 85 بالمِئة منه دراما و15 بالمئة كوميديا. وبدأ التصويرُ في 2 يونيو 2014 وقد صُوِّرَ في ألباكركي بِولاية نيومكسيكو وهوَ ذاتُ المكان الذي صوِّر فيه اختلال ضال.
في يونيو 2014 أعلنت AMC عن تجديد المُسلسل إلى موسم ثانٍ مكون من 13 حلقة ليعرض في 2016. ولكنّهم لم يُصوّروا سوى 10 حلقات. وظَهَرت أولُ تشويقةٍ للمُسلسل في 10 أغسطس 2014 مع إعلانٍ عن موعدِ بدء عرضه. وقد عُرِضت الحَلقَتين الأولَتين في ليلَتين مُتتابِعتين بتاريخ 8–9 نوفمبر 2015. كما جُدّد المُسلسل في مارس 2016 إلى موسم ثالث من عشر حلقاتٍ أيضاً.

### اختيار الأدوار
مُنذ الإعلان عن المُسلسل ومكانُ بوب أودينكيرك محفوظٌ ليؤدّي دورَ البطولة والشخصيّة الرئيسيّة. وفي يناير 2014 أعلَنَ جوناثان بانكس كذلك أنّه سيلعَبُ نَفس الدورِ الذي لَعِبَه في اختلال ضال وهي شخصيّة مايك إيرمنتروت. كما قالَ آرون بول أنّ هُناكَ مُحادثاتٍ جديّة مع غيليغان لظهورِه كضيفِ شَرف بيدَ أنّه قالَ في مُقابلةٍ أُجريت معه في هافنغتون بوست أن هذا لن يَحدُث. كما أضافَ غيليغان خلالَ مؤتمر AMC في يناير 2015 عن هذا الموضوع قائِلاً: «من الصعب ظهور جيسي الآن، لأنه بما أن أحداث المسلسل تبدأ قبل 6 سنوات من أحداث اختلال ضال فإن جيسي سيكون في المدرسة المتوسطة!» أمّا بالنسبة لدين نوريس أنّه لن يَظهَر في المُسلسل وذلك بسبب تأديته دوراً أساسيّاً في مُسلسل تحت القبة. كما ذَكرت آنا غان عن مُحادثات جرت مع غيليغان لتظهَر كضيفَة شَرف. وقد أختيرَ مايكل ميكن ليلعَب دورَ شقيقِ سول. كما يَضُمّ طاقَم العمل كُلّ من باتريك فابيان بدور هاملين وريا سيورن بدور كيم ومايكل ماندو بدور ناتشو.

## طاقم التمثيل والشخصيات

### الشخصيّات الرئيسية
- بوب أودينكيرك بدور جيمي ماكغيل / ساول غودمان / جين تاكافيتش، محامٍ نصاب ائتماني سابق، يتورط في عالم الجريمة.
- جوناثان بانكس بدور مايك إيرمنتروت، ضابط شرطة سابق في فيلادلفيا يعمل كحارس موقف للسيارات في محكمة ألباكركي، وبعد ذلك محقق خاص وحارس شخصي و«عامل نظافة».
- ريا سيهورن بدور كيم ويكسلر، المحامية التي التقى بها جيمي وأصبحت صديقة مقربة له وهي تشق طريقها عبر الرتب في مكتب محاماة هاملين، هاملين وماكغيل (أتش أتش أم).
- باتريك فابيان بدور هاورد هاملين، الشريك الإداري في هاملين، هاملين وماكغيل، ظهر لأول مرة على أنه عدو لجيمي، حتى يتضح أنه كان يتصرف بموجب أوامر تشاك ماكغيل.
- مايكل ماندو بدور ناتشو فارغا: مُجرِمٌ ذكيّ وخطير وأحد أصدقاء توكو سالامانكا.
- مايكل مكيان بدور تشاك ماكغيل (المواسم 1–3؛ ضيف خاص في الموسم 4 و6)، شقيق جيمي الأكبر والشريك المؤسس لأتش أتش أم الذي يحجز نفسه في منزله بسبب إصابته بحساسية مفرطة تجاه كهرومغناطيسية ودائما ما يُعبر عن ازدراء مهنة أخيه القانونية.
- جيانكارلو اسبوزيتو بدور غاس فرينغ (المواسم 3–6)، صاحب سلسلة مطاعم الوجبات السريعة لوس بولوس هيرمانوس، التي يستخدمها كواجهة لتوزيع الكوكايين على الكارتيل المكسيكي في تعاون مضطرب مع عائلة سالامانكا. إنه يحمل ضغينة ضد رئيس الكارتيل دون إلاديو ورب عائلة سالامانكا هيكتور سالامانكا. يرغب فرينغ أيضًا في التحول من الكوكايين إلى الميثامفيتامين المنتج محليًا حتى يتمكن من إنهاء اعتماده على الكارتل.
- توني دالتون بدور لالو سالامانكا (المواسم 5–6؛ الموسم الرابع كشخصية ثانوية)، ابن شقيق لهيكتور وابن عم توكو وليونيل وماركو ذو الشخصية الجذابة والمضطرب نفسيًا، الذي يساعد في إدارة تجارة المخدرات العائلية بعد إصابة هيكتور بسكتة دماغية.

### الشخصيات الثانويّة
- جيرمي شاموس وجولي آن إيمري بدور بيتسي وكريغ كيتليمان: وهوَ أمينُ صندوقٍ وزوجَته، مُتّهمانِ بقضيّة اختلاس أموال.
- كيري كوندون بدور ستايسي إيرمنتروت: وهي زوجَة ابن مايك ووالدة حفيدَته كالي، وقد ظَهرت الشخصيّة في اختلال ضال في الموسم الثالث الحَلقة الثالثة عَشر ولكن بتأدية مُمثّلةٍ مُختَلفة.
- ستيفن ودانيال ليفين بدور لارس وكال: وهُما توأم يُحاولان التحايُل على جيمي.
- ماريا كولن بدور جدّة توكو.
- ايلين فوغارتي بدور السيدة نغوين: وهي مالِكة صالون التَجميل الذي يَضمّ مَكتَب جيمي ومَنزِله.
- ميل رودريغيز بدور ماركو: صديق جيمي المفضل وشريكه في الاحتيال والنَصب سابقا في سيسيرو، إلينوي.

#### ظهروا في الموسم الأول
- كيري كوندون بدور ستايسي إيرمنتروت، زوجة ابن مايك الأرملة وأم كايلي إيرمنتروت
- فيث هيلي (الموسم 1)، أبيجيل زوي لويس (مواسم 2–4) وجولييت دوننفيلد (المواسم 5–6) بدور كايلي إيرمانتراوت، حفيدة مايك
- إيلين فوغارتي بدور السيدة نغوين، مالكة صالون للأظافر يضم مكتب جيمي للمحاماة في غرفة المرافق الخاصة بها
- بيتر ديسيث في منصب نائب المدعي العام بيل أوكلي
- جو ديروسا بدور دكتور كالديرا، طبيب بيطري له علاقات بالعالم الإجرامي
- دينيس بوتسيكاريس بدور ريتش شويكارت، شريك في شويكارت وكوكلي
- مارك بروكس بدور دانيال «برايس» ورمالد، موظف في شركة أدوية بدأ بتزويد ناتشو واستعان مايك بأمن
- براندون ك. هامبتون بدور إرنستو، مساعد تشاك الذي يعمل في أتش أتش أم
- جوش فادم بدور مارشال / جوي ديكسون («فتى الكاميرا»)، أحد طلاب السينما الثلاثة في جامعة نيو مكسيكو الذين يساعدون جيمي في تصوير مشاريع مختلفة
- جوليان بونفيجليو بدور فيل («فتى الصوت»)، جيمي أحد طلاب جامعة نيومكسيكو الثلاثة الذين عينهم لمشاريع أفلام مختلفة
- جيريمي تشاموس وجولي آن إيمري بدور كريج وبيتسي كيتلمان، أمين صندوق المقاطعة وزوجته، المتهمين بالاختلاس
- ستيفن ليفين ودانييل سبنسر ليفين بدور لارس وكال ليندهولم، توأم متزلجان على الألواح وفناني احتيال صغيران
- ميريام كولون بدور أبوليتا سالامانكا، جدة توكو ووالدة هيكتور
- باري شبكة هنلي بدور المحقق ساندرز، شرطي فيلادلفيا كان سابقًا في شراكة مع مايك
- ميل رودريغيز بدور ماركو باسترناك، أفضل أصدقاء جيمي وشريكه في الجريمة في سيسيرو، إلينوي
- كلا دوفال بدور الدكتورة كروز، الطبيبة التي تعالج تشاك وتشتبه في أن حالة فرط الحساسية الكهرومغناطيسية هي اضطراب عرضي جسدي
- جان إيفرون بدور إيرين لاندري، عميلة مسن لجيمي ماكغيل في دار رعاية المسنين
- ستيفن أوج بدور سوبتشاك، محتال تافه بالأجرة

#### ظهروا في الموسم الثاني
- إد بيجلي جونيور بدور كليفورد ماين، الشريك الإداري في ديفيس وماين حيث عمل جيمي خلال الموسم الثاني
- عمر المسقطي بدور عمر، مساعد جيمي في ديفيس وماين
- جيسي إنيس بدور إيرين بريل، المحامية في ديفيس وماين التي أُمرت بمراقبة جيمي
- خوان كارلوس كانتو بدور مانويل فارغا، والد ناتشو الذي يمتلك متجر تنجيد
- فنسنت فوينتيس بدور أرتورو كولون، مساعد إجرامي لهيكتور سالامانكا
- ريكس لين بدور كيفين واكتيل، رئيس مجلس إدارة بنك ميسا فيردي والثقة وعميل أتش أتش أم وكيم
- كارا بيفكو بدور بيج نوفيك، مستشار قانوني أول في بنك ميسا فيردي والثقة وصديق لكيم
- آن كوزاك بدور ريبيكا بوا، زوجة تشاك السابقة
- جولي بيرل بدور مساعد المدعي العام سوزان إريكسن
- مانويل أوريزا بدور زيمينيز ليسيردا، زميل هيكتور سالامانكا
- هايلي هولمز بدور شيري، واحدة من ثلاثة طلاب سينمائيين في جامعة نيو مكسيكو وظفهم جيمي في مشاريع مختلفة

#### ظهروا في الموسم الثالث
- كيمبرلي هيبرت غريغوري بدور مساعد المدعي العام لمنطقة كيرا هاي
- هاريسون توماس بدور لايل، المدير المساعد المخصص للوس بولوس هيرمانوس
- تمارا توني بدور أنيتا، عضو في مجموعة دعم مايك وستيسي
- بوني بارتليت بدور هيلين، صديقة إيرين وعضو من الفئة المتضررة في دعوى ساندبيبر

#### ظهروا في الموسم الرابع
- دون هارفي (الموسم 4–5) وبات هيلي (الموسم 6) بدور جيف، سائق سيارة أجرة في الوقت الحاضر يتعرف علي جين باسم سول غودمان
- راينر بوك بدور فيرنر زيغلر، المهندس الذي عينه غاس للتخطيط والإشراف على بناء «مختبر الماث الضخم»
- بن بيلا بوم بدور كاي، عضو متمرد من طاقم فيرنر زيغلر الذي يتجمع لبناء «مختبر الماث الضخم»
- ستيفان كابيتشيتش بدور كاسبر، عضو في فريق فيرنر زيغلر
- بورنا جاجاناثان بدور مورين بروكنر، أخصائية من جامعة جونز هوبكنز، سافرت إلى ألباكركي لعلاج هيكتور بعد أن رتب غاس «منحة سخية»
- كيكو اجينا بدور فيولا غوتو، مساعدة كيم ويكسلر

#### ظهروا في الموسم الخامس
- ماكس بيكلهاوب بدور بودي، صديق جيف الذي ساعد جين لاحقًا في مخططاته
- ساشا فيلدمان ومورجان كرانتس بدور ستيكي ورون، وهما محتالان صغيران من أوائل عملاء «سول غودمان»
- باري كوربين بدور إيفرت أكر، رجل عجوز يعيش على عقار مؤجر تابع لميسا فيردي والذي يتعين على كيم إخلائه لإفساح المجال لمركز الاتصال الجديد للبنك

#### ظهروا في الموسم السادس
- ليني لوفتين بدور جينيدوفسكي، رجل محتال استأجره جيمي وكيم ليكون محقق هاورد الخاص
- ساندرين هولت بدور شيريل هاملين، زوجة هوارد المنفصلة
- جون بوسي بدور راند كاسيميرو، قاضٍ متقاعد يتوسط في قضية ساندبيبر
- جون إنيس بدور ليني، موظف بقالة عينه جيمي وكيم لانتحال شخصية كاسيميرو
- كارول بيرنت بدور ماريون، والدة جيف التي تحب جين
- كيفن سوسمان بدور السيد لينجك، وهو رجل ثري مصاب بالسرطان مستهدف من قبل جين

#### شخصيّات ظهرت فياختلال ضال
- رايموند كروز بدور توكو سالامانكا، مُوزع مخدرات مَضطَرِبٌ عقليّاً وعنيف (مواسم 1–2)
- سيزار غارسيا بدور نو–دوز، أحد أتباع توكو (الموسم 1)
- خيسوس بايان جونيور بدور جونزو، أحد أتباع توكو (الموسم 1)
- تي سي وارنر بدور مُمرضة. (موسم 1)
- كايل بورنهيمير بدور كين، سمسار البورصة المتغطرس (الموسم 2)
- ستوني ويستمورلاند بدور الضابط ساكستون، ضابط شرطة ألباكركي (الموسم 2)
- جيم بيفر بدور لوسون، تاجر أسلحة في السوق السوداء في ألباكركي (الموسم 2)
- ماكسيمينو أرشينيغا بدور دومينغو «كريزي–8» مولينا، أحد موزعي توكو (مواسم 2–5)
- مارك مارغوليس بدور هيكتور سالامانكا، عم توكو وعضو رفيع المستوى في الكارتل (مواسم 2–6)
- ديبريانا مانسيني بدور فران، نادلة في مطعم لويولا دينر (الموسم 2 و4)
- دانيال ولويس مونكادا بدور ليونيل وماركو سالامانكا، أبناء عمومة توكو وأبناء أخو هيكتور الذين هم قتلة العصابة (مواسم 2، 4–6)
- جينيفر هيستي بدور ستيفاني دوزويل، وكيل عقارات (الموسم 2)
- تينا باركر بدور فرانشيسكا ليدي، موظفة استقبال جيمي (مواسم 3–4، 6)
- جيرامايا بيتزوي بدور فيكتور، أحد أتباع غاس (مواسم 3–6)
- راي كامبل بدور تايروس كيت، أحد أتباع غاس ومهمة جدول الرواتب (مواسم 3–6)
- جيه. بلان بدور دكتور باري غودمان، دكتور، أحد أتباع غاس (مواسم 3–5)
- ستيفن باور بدور دون إلاديو فوينتي، رئيس عصابة المخدرات في خواريز (مواسم 3، 5–6)
- خافيير جراجيدا بدور خوان بولسا، عضو رفيع المستوى في كارتل خواريز للمخدرات (مواسم 3–6)
- لافيل كراوفورد بدور هويل بابينو، نشال محترف استأجره جيمي (مواسم 3–6)
- لورا فريزر بدور ليديا رودارتي كويل، مسؤول تنفيذي في مادريجال اليكتروموتيف وشريكة غاس فرينغ (مواسم 3–5)
- إريك ستاينج بدور نيك، وهو عضو في فريق غاس الأمني، الذي أداره مايك لاحقًا (مواسم 4–6)
- فرانك روس بدور إيرا، لص يستأجره جيمي؛ في اختلال صال، هو صاحب آفات فامونوس الذي ظهر في حلقة «بدل مخاطر» (الموسم 4)
- ديفيد كوستابايل بدور غيل بوتيكر، الكيميائي الذي استشاره غاس (الموسم 4)
- روبرت فوريستر بدور إد جالبريث، صاحب متجر مكنسة كهربائية ينقل الأشخاص الذين يهربون من القانون ويمنحهم هويات جديدة (الموسم 5)
- دين نوريس بدور هانك شريدر، وكيل إدارة مكافحة المخدرات وصهر والتر وايت (الموسم 5)
- ستيفن مايكل كيسادا بدور ستيفن غوميز، شريك هانك في إدارة مكافحة المخدرات وصديقه المفضل (الموسم 5)
- روبرت سانشيز بدور هاري ليبينشتاين، وكيل إدارة مكافحة المخدرات (الموسم 5)
- نايجل جيبس بدور تيم روبرتس، المحقق في قسم شرطة ألباكركي (مواسم 5–6)
- نوربرت ويسر بدور بيتر شولر، وهو مسؤول تنفيذي في مادريجال إلكتروموتيف وشريك غاس فرينغ (الموسم 5)
- جوليا مينيسي بدور ويندي، عاهرة في الشارع تعمل خارج موتيل كروسرودز (الموسم 6)
- ديفيد أوري بدور سبوج، مجرم صغير (الموسم 6)
- براين كرانستون بدور والتر وايت، مدرس كيمياء في منتصف العمر في مدرسة ثانوية، والذي شارك، خلال أحداث اختلال ضال، في تجارة المخدرات واستعان بخدمات سول للمساعدة في غسل أمواله (الموسم 6)
- آرون بول بدور جيسي بينكمان، وهو طالب سابق لدى والتر الذي، خلال أحداث اختلال ضال، يساعد والتر في طبخ الميث (الموسم 6)
- جون كوياما بدور إيمي كوياما، صديق جيسي وشريكه أحيانًا في تجارة الميث (الموسم 6)
- بيتسي براندت بدور ماري شريدر، زوجة هانك الأرملة (الموسم 6)

## البث العالمي
بدأ عَرضُ الموسم الأوّل في الولايات المتحدة وكندا في 8 فبراير 2015 على قناة AMC، وقد أعلنتْ نتفليكس أنّ المُسلسل سيكونُ مُتوفّراً بالكاملِ على شَبكَتها وذلك بعدَ انتهاءِ الموسم الأوّل. وفي الشَرقِ الأوسط بدأ بَثّ المُسلسل على شبكة OSN في تاريخ 15 فبراير 2015.
حقّقت الحلقة الأولى رقماً قياسيّاً، حيث كانت الحلقة الأولى ذات أعلى نسبة مشاهدة –كحلقة افتتاحية– في تاريخ قنوات الكيبل.

## الاستقبال
حصل الموسم الأول من المسلسل على مراجعات إيجابية من النقاد، فحصل على تقييم 100 بالمئة بناءً على 27 ناقدًا في موقع الطماطم الفاسدة ويجمع النقاد في الموقع على التالي: «من الأفضل الإتصال بسول هو دراسة لشخصية سوداء وملتوية، استطاع المسلسل الوقوف على قدميه دون أن تطغى عليه السلسلة التي سبقته.» وعلى موقع ميتاكريتيك حصل على نتيجة 75 من 100 بناء على مراجعة 36 ناقدًا.
| الموسم | وقت البث (بتوقيت ET) | الحلقات | أول بث         | أول بث            | آخر بث        | آخر بث            | متوسط المشاهدات (مليون) |
| الموسم | وقت البث (بتوقيت ET) | الحلقات | التاريخ        | المشاهدات (مليون) | التاريخ       | المشاهدات (مليون) | متوسط المشاهدات (مليون) |
| ------ | -------------------- | ------- | -------------- | ----------------- | ------------- | ----------------- | ----------------------- |
| 1      | الاثنين 10:00م       | 10      | 8 فبراير 2015  | 6.88              | 6 أبريل 2015  | 2.53              | 3.21                    |
| 2      | الاثنين 10:00م       | 10      | 15 فبراير 2016 | 2.57              | 18 اغسطس 2016 | 2.26              | 2.16                    |
| 3      | الاثنين 10:00م       | 10      | 10 ابريل 2017  | 1.81              | 19 يونيو 2017 | 1.85              | 1.64                    |
| 4      | الاثنين 9:00م        | 10      | 6 اغسطس 2018   | 1.77              | 8 أكتوبر 2018 | 1.53              | 1.49                    |
| 5      | الاثنين 9:00م        | 10      | 23 فبراير 2020 | 1.60              | 20 أبريل 2020 | 1.59              | 1.37                    |

## الامتياز التجاري
لدى اختلال ضال مجموعتها الخاصة من الوسائط المتعددة الرسمية والوسائط ذات الصلة ضمن امتياز اختلال ضال (بالإنجليزية: Breaking Bad franchise). يتضمن ذلك برنامجًا حواريًا ، والعديد من سلاسل الويب والأفلام الرقمية القصيرة ، والكتب المصورة ، والبودكاست الداخلي.

## وصلات خارجية
- من الأفضل الاتصال بسول على موقع IMDb (الإنجليزية)
- من الأفضل الاتصال بسول على موقع ميتاكريتيك (الإنجليزية)
- من الأفضل الاتصال بسول على موقع روتن توميتوز (الإنجليزية)
- من الأفضل الاتصال بسول على موقع نتفليكس (الإنجليزية)
- من الأفضل الاتصال بسول على موقع أول موفي (الإنجليزية)
- من الأفضل الاتصال بسول على موقع فيلمافينيتي (الإسبانية)
- من الأفضل الاتصال بسول على موقع كينوبويسك (الروسية)
- من الأفضل الاتصال بسول على موقع ألو سيني (الفرنسية)
- من الأفضل الاتصال بسول على موقع قاعدة بيانات الفيلم (الإنجليزية)